# Chase Kalisz
Chase Kalisz, född 7 mars 1994, är en amerikansk simmare.

## Karriär
Vid de olympiska simtävlingarna i Rio de Janeiro 2016 vann han silver på 400 meter medley. Kalisz blev världsmästare på 200 meter medley under VM 2017 på långbana.
Vid olympiska sommarspelen 2020 i Tokyo tog Kalisz guld på 400 meter medley. I juni 2022 vid VM i Budapest tog Kalisz brons på 400 meter medley.

### Fotnoter
1. ↑  ”Chase Kalisz”. swimswam.com. swimswam.com. https://swimswam.com/bio/chase-kalisz/. Läst 27 juli 2017.
2. ↑  Olympic.org - Chase Kalisz
3. ↑  ”Men's 200m Individual Medley Budapest 2017”. Arkiverad från originalet den 28 juli 2017. https://web.archive.org/web/20170728123745/http://omegatiming.com/File/Download?id=000111010A0105EE04FFFFFFFFFFFF01. Läst 27 juli 2017.
4. ↑  ”Swimmer Chase Kalisz wins 400-meter individual medley; U.S. picks up 5 more medals”. espn.com. 25 juli 2021. https://www.espn.com/olympics/story/_/id/31877802/chase-kalisz-wins-400-meter-individual-medley-first-us-medal-tokyo. Läst 29 juli 2021.
5. ↑  ”Leon Marchand Crushes 4:04.28 400 IM European Record For #2 Swim In History”. swimswam.com. 18 juni 2022. https://swimswam.com/leon-marchand-crushes-404-28-400-im-european-record-for-2-swim-in-history/. Läst 19 juni 2022.